# 키루스 원통

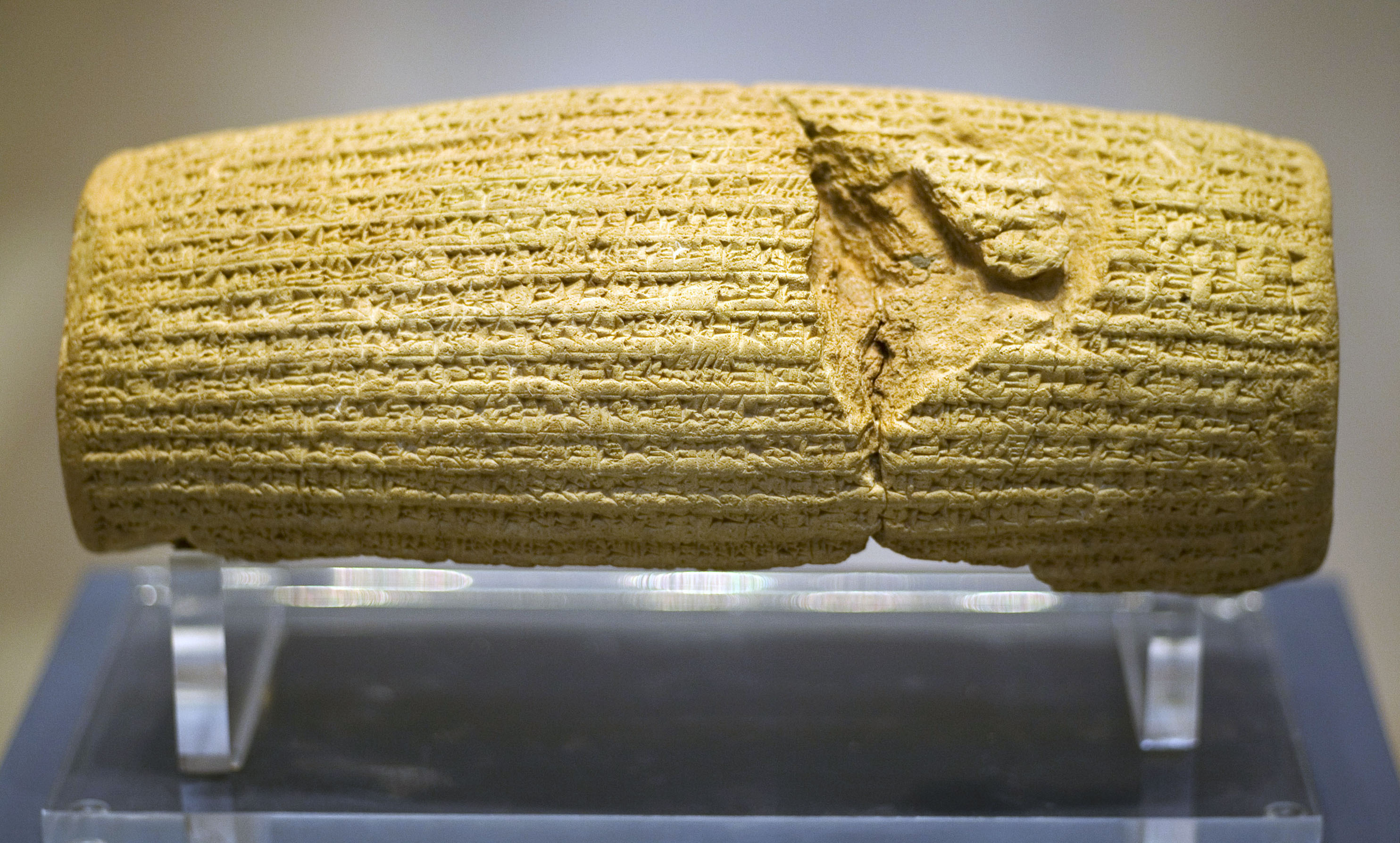
키루스 실린더 정면

키루스 원통 혹은 키루스 실린더는 기원전 6세기경 제작된 점토 원통으로, 현재는 여러 조각으로 나뉘어 있으며, 아카드어 쐐기문자로 기록된 아케메네스 왕조의 왕실 비문이 새겨져 있다. 이 비문은 페르시아의 왕 키루스 2세의 이름으로 작성되었다. 1879년 고대 메소포타미아 도시 바빌론(현 이라크 지역)의 유적지에서 발견되었다. 현재 이 유물은  대영박물관이 소장하고 있다. 기원전 539년 키루스가 바빌론을 정복하고 신바빌로니아 제국을 페르시아 제국에 편입한 이후, 건국 기념물(기초 봉납물)로 제작되어 사용된 것으로 알려져 있다.
원통의 비문은 키루스를 찬양하고, 그의 혈통을 서술하며, 그를 연속된 왕조의 계승자이자 정당한 통치자로 묘사하고 있다. 키루스에게 패배하여 폐위된 바빌론의 마지막 왕 나보니두스는 백성을 억압한 불경한 폭군으로 비난받으며, 그의 미천한 출신은 암묵적으로 왕족 혈통을 지닌 키루스와 대조된다. 비문에서는 바빌론의 최고신 마르두크 키루스를 선택하여 바빌론에 평화와 질서를 회복시키도록 했다고 서술되어 있다. 또한 바빌론 시민들이 키루스를 새로운 통치자로 환영하여 평화롭게 도시에 입성했다고 전한다. 마르두크에게 키루스와 그의 아들 캄비세스를 보호하고 도와줄 것을 기원하고 있다. 비문은 키루스를 바빌로니아 시민들의 은혜로운 보호자로 칭송하며, 그의 치세 동안 백성들의 삶이 더 나아졌고, 이전에 강제 이주당한 이들을 귀환시켰으며, 메소포타미아 전역과 주변 지역의 신전과 제의 시설들을 복원했다는 공로가 나열되어 있다. 마지막 부분에서는 키루스가 바빌론 성벽을 보수하였고, 과거의 왕이 남긴 유사한 비문을 그곳에서 발견했다는 내용으로 마무리된다.
이 원통의 비문은 전통적으로 성서학자들 사이에서, 바빌론 유수 이후 유대인의 귀환 정책을 펼쳤다는 키루스의 행위를 입증하는 사료로 간주되어 왔다. 구약성경 「에스라서」에서도 이러한 귀환을 키루스의 칙령에 의한 것으로 서술하고 있다. 원통의 비문이 신전 복원과 강제 이주자의 귀환에 대해 언급하고 있기 때문이다. 그러나 비문에 유대인이나 예루살렘, 유다 지역에 대한 구체적인 언급이 없고 오직 메소포타미아의 신전들만을 지칭하고 있어 이러한 해석에 이의를 제기하는 견해도 있다. 그럼에도 불구하고, 이 비문은 문화적·종교적 다양성에 대해 상대적으로 관용적인 키루스의 통치 방식을 반영하는 증거로 평가된다. 대영박물관은 이 원통을 “우리가 알고 있는 가장 최초의, 다양한 민족과 종교가 공존하는 국가를 통치하기 위한 시도”라고 평가했다.
현대에 들어, 이 원통은 팔라비 왕조에 의해 이란의 국가 상징물로 채택되었다. 1971년, 페르시아 제국 건국 2,500주년을 기념하는 행사에서 테헤란에 전시되었고, 공주 아슈라프 팔라비는 유엔 사무총장 우 딴에게 이 원통의 복제품을 기증하며 “키루스의 유산은 인간 이해, 관용, 용기, 연민, 그리고 무엇보다 인간의 자유에 대한 유산”이라고 강조했다. 그녀의 오빠인 국왕 모하마드 레자 팔라비는 이 원통을 “인권 헌장의 시초”로 선전했으나, 이러한 해석은 여러 역사학자들에 의해 시대착오적이며 논쟁의 여지가 있는 주장으로 평가받고 있다.

## 내용
키루스 원통은 구운 점토로 만들어진 원통형 유물로, 전체 길이는 약 22.5센티미터(8.9인치), 최대 직경은 약 10센티미터(3.9인치)에 이른다. 회색 암석 입자가 포함된 원뿔형 점토 코어를 중심으로 여러 단계에 걸쳐 제작되었으며, 그 위에 추가 점토층을 덧붙여 원통형 형태를 갖췄다. 이후 표면에는 매끄러운 점토 슬립이 입혀졌고, 그 위에 비문이 새겨졌다. 이 유물은 고대에 이미 파손된 까닭에 1879년 호르무즈드 라삼에 의해 여러 조각으로 발굴되었다. 큰 조각이 둘 있어 각각 "A 조각"과 "B 조각"으로 불린다. 이 두 조각은 1972년에 다시 결합되었다. 주된 본체인 A 조각은 라삼이 1879년에 처음으로 발견한 것으로, 1961년 복원 작업을 통해 다시 소성되고 일부 석고 충전재가 추가되었다. B 조각은 비교적 작은 조각으로, 크기는 약 8.6센티미터(3.4인치) × 5.6센티미터(2.2인치)이며, 예일대학교의 J.B. 니스가 고대 유물상으로부터 입수한 것이다. 니스는 이 조각의 비문을 1920년에 처음 출판하였다. 이 B 조각은 원래 1879년의 발굴 중 원통 본체로부터 떨어져 나간 것으로 보이며, 발굴 현장에서 유출되었거나 라삼의 발굴 폐기물 중 하나에서 수습된 것으로 추정된다. 1970년, 뮌스터대학교의 파울리하르트 베르거에 의해 해당 조각이 키루스 원통의 일부임이 명확히 확인되었다. 이후 예일대학교는 이 조각을 대영박물관에 '사실상 무기한' 임대하였으며, 그 대가로 영국 박물관 소장품 중 ‘적절한 쐐기문자 점토판’ 하나를 제공받았다.
이 원통은 명백히 키루스 대왕이 기원전 539년에 바빌론을 정복한 이후 제작된 것으로 보이나, 정확한 제작 시점은 분명하지 않다. 일반적으로는 키루스가 바빌론을 다스리기 시작한 초기 시점, 즉 기원전 539년 직후에 제작된 것으로 여겨진다. 영국 박물관은 이 원통의 제작 연대를 기원전 539년에서 530년 사이로 추정하고 있다.

### 본문

키루스 원통의 15-21번째 행. 키루스의 계보와 바빌론 공성전의 내용을 담고 있다.

키루스 원통에 남아 있는 비문은 아카드어 쐐기문자로 쓰인 총 45행으로 구성되어 있다. 이 중 앞의 35행은 A 조각에, 나머지 10행은 B 조각에 남아 있으며, 일부 시작과 끝 부분은 손상되어 몇 단어만이 판독 가능하다.
비문은 매우 형식적인 문체로 작성되어 있으며, 다음과 같은 여섯 개의 주요 구절로 구분된다:
- 1–19행: 바빌론의 왕 나보니두스를 비난하며, 키루스를 바빌론의 수호신 마르두크와 연결지어 소개함.
- 20–22행: 키루스의 왕호와 계보를 열거하며, 그의 평화로운 바빌론 입성을 서술.
- 22–34행: 바빌론을 회복시키려는 키루스의 정책을 칭송.
- 34–35행: 마르두크 신에게 키루스와 그의 아들 캄비세스를 위한 기도문.
- 36–37행: 키루스가 백성들에게 평화를 회복시키고, 신들에게 바치는 공물을 증대시켰음을 선언.
- 38–45행: 바빌론에서 키루스가 명령한 건축 활동에 대한 기록.[21]

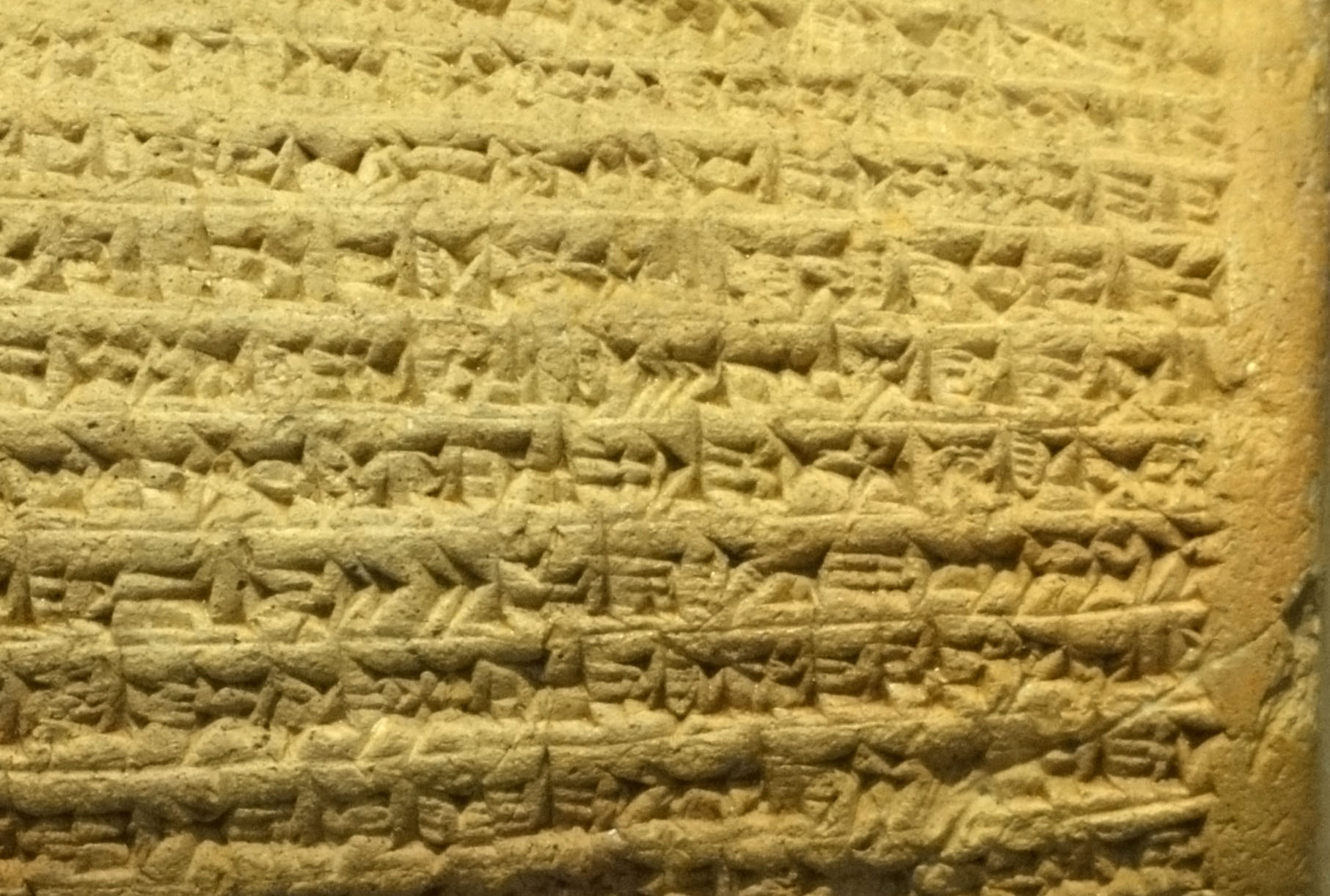
실제 비문을 확대한 모습

비문의 서두는 파손되어 일부만 남아 있으나, 전임 왕 나보니두스를 강하게 비판하는 내용이 포함되어 있다. 그는 신전들을 모독하고 백성들에게 강제 노역을 가했다고 비난받으며, 이러한 죄로 인해 마르두크 신은 바빌론을 떠나 더 의로운 통치자를 찾게 되었다고 한다. 이어서 마르두크는 안샨의 왕 키루스를 선택해 바빌론의 새 왕으로 삼았다고 서술되어 있다:
“그(나보니두스)의 마음 속에서 신들의 왕 마르두크에 대한 외경심은 사라졌다. 그는 매일 자신의 도시에 악행을 더했다… 백성들을 짐 없는 짐마차처럼 고통에 빠뜨렸다… 마르두크는 모든 나라를 살피고 조사하며 올바른 왕을 찾았다. 그는 안샨의 왕 키루스의 손을 잡고, 그의 이름을 부르며, 만물의 왕권을 맡기노라 외쳤다.”

비문 중간부터는 1인칭 시점의 키루스의 음성으로 서술이 전환되어, 독자에게 직접 말을 건네는 형식이 된다. 이 부분에서는 메소포타미아 전통 양식으로 된 키루스의 왕호 목록이 제시된다:
“나는 세계의 왕, 위대한 왕, 강력한 왕, 바빌론의 왕, 수메르와 아카드의 왕, 사방의 왕, 위대한 왕 캄비세스의 아들, 안샨의 왕, 테이스페스의 후손, 안샨의 위대한 왕, 영원한 왕권의 씨앗, 벨과 나부가 사랑하는 자, 그 왕권을 신들이 기쁘게 돌보는 자이노라.”
키루스는 바빌론과 마르두크 신에게 성스러운 다른 도시들에 평화를 회복시키고, 그 백성들을 속박에서 해방시켰다고 선언하며, 주민들의 불만을 해소하기 위해 파괴된 주거지를 복구했다고 한다. 또한, 그가 정복한 도시들에 있는 붕괴된 신전들을 복원하고, 나보니두스가 바빌론으로 끌고 온 신상과 전 주민들을 본래 위치로 귀환시켰다고 기록되어 있다.

비문의 끝부분에서 키루스는 바빌론 성벽 복원에 대해 언급하며 다음과 같이 말한다:
“나는 그 안에서 나보다 앞선 왕 아슈르바니팔의 비문을 보았노라.”.
이후의 내용은 소실되어 전하지 않으나, 전문가들은 성문 재봉헌에 대한 기록이 이어졌을 것으로 추정하고 있다.
1911년 F.H. 바이스바흐에 의한 부분 판독본이 출판되었고, 이후 B 조각이 확인되면서 훨씬 더 완전한 전체 판독본이 출간되었다. 현재 이 판독본은 영어 및 독일어로 제공되고 있으며, 온라인에서도 A·B 조각을 통합한 전체 본문이 열람 가능하다.

한편, 인터넷과 기타 경로를 통해 왜곡된 번역본이 유포된 바 있다. 이 가짜 번역본은 노예제 폐지, 자결권, 최저임금, 망명권 인정 등 실제 내용에 없는 주장들을 담고 있으며, 마르두크 대신 조로아스터교의 신 아후라 마즈다를 언급하고 있다. 이러한 가공된 번역은 특히 다음과 같은 문구로 널리 퍼졌다
“모든 나라는 나의 지배를 원하지 않으면 이를 거부할 권리가 있다.”
이란의 노벨 평화상 수상자 시린 에바디는 수상 연설에서 키루스를 다음과 같이 언급했다:
“권력의 정점에 있었던 2,500년 전, 그는 ‘원하지 않는 백성 위에 군림하지 않겠다’고 선언한 황제였다.”
이러한 해석은 감동을 주었지만, 실제 키루스 원통의 내용과는 부합하지 않으며, 역사학자들 사이에서는 오해와 과장으로 간주된다.

## 페르시아 작품인 키루스 실린더의 메소포타미아 유물들의 유사점
키루스 실린더는 오래된 메소포타미아 왕의 비문과 뚜렷한 유사점을 가지고 있다. 주목할 두 가지 예는 기원전 722년 1월에 바빌론 왕좌를 장악 한 Marduk-apla-iddina 2세의 것과 12년 후 바빌론을 정복한 앗시리아의 사르곤 2 세의 것이다. Marduk-apla-iddina는 정복자로서 키루스가 바빌론을 정복했을 때 당했던 것과 유사한 정통성 문제에 직면한다. 그는 마르둑(그들이 섬기는 신)에 의해 선택되었다고 선언하며 자신의 정복의 정당성 -정통성-을 부여한다. 그의 정통성에 지지를 얻었을 때, 그는 성스러운 의식을 수행하고 성지를 회복했다. 그는 바빌로니아의 초기 왕이 성전 기초에 둔 왕의 비문을 발견했다고 말하면서, 그 왕들은 자신의 정복을 만족하며 평온하고 명예롭게 떠났다고 선언한다. 이런 스타일의 주장은 키루스의 실린더에도 언급된다. 12년 후 앗시리아 왕 사곤 2 세는 Marduk-apla-iddina를 물리치고 추방하여 바빌로니아의 왕권을 차지했다. 사르곤의 연대기는 그가 바빌로니아 군주의 임무를 수행하고 신을 존중하며 사원을 유지하고 도시 엘리트의 특권을 존중하고 지지하는 방법을 표현하고 있다. 키루스 실린더도 동일한 내용을 언급했다. 키루스가 폐위한 바빌론 왕 나보니두스는 동일한 스타일의 실린더를 제작하였고, 그것은 대영박물관에 보관되어 있다.
그러므로 실린더의 내용은 수 세기 동안 전해 내려온 바빌론 전통과 강한 연속성을 나타낸다. 정복자들의 강함과 정통성을 선전하기 위한 수단으로 제작된 것이다. Kuhrt가 말한 것처럼 :
실린더는 바빌론 시민들이 새로운 왕을 지지해야 하는 압제된 상황을 반영한다 … 이 맥락에서, 패배한 전임 왕의 치세는 자동적으로 나쁘게 묘사되었다 - 당연히 치세를 못하니 망하지 않겠습니까? 묵시적으로, 또 당연히 전임자의 모든 행위는 필연적으로 폄하되었다.
키루스 실린더가 바빌론에서 제작된 다른 실린더와 서술 방법이 유사한 것은, 이 실린더가 키루스의 명에 의해 마르둑을 숭배하는 바빌론 성직자에 의해 저술 되었음을 암시한다. 같은 시기에 작성된 것으로 보이는 나보니두스의 것과 비교해 보자. 나보니두스의 것은 전임 바빌론 통치자는 마르둑의 성직자의 적이고, 키루스는 바빌론의 해방자로서 등장했다고 표현하고 있다. 두 작품은 나보니두스에 비해서 키루스가 왕으로서의 자질이 뛰어나다는 것을 잘 강조하고 있다.

## 키루스 실린더의 내용에 대한 논란
월튼과 힐 (Walton and Hill)이 말했듯이, 사람들에 의해 찬사를 받은 평화로운 왕권 교체라는 주장에 대해 "일반적인 정복자의 표현 방법이며 사실이 아닐 수 있다"고 이야기 한다. 시카고 대학의 브루스 링컨 (Bruce Lincoln) 신학 교수는 해방자로서 자신의 군대가 "위대한 제국의 환타지"중 하나라고 환영한다고 선전하면서, 한편 바빌로니아 군이 기원전 522년에 페르시아 통치에 반대하여 반복적으로 반기를 들고, 기원전 484년과 482년에 반란군이 국가 독립과 바빌론 왕의 재기를 위해 노력했다고 기록하고 있다. 아마도 그들은 실린더에 적힌 것처럼 페르시아인에게 우호적이지 아닐 수 있다고 주장하는 것이다.
키루스 실린더의 노예 해방과 종교 자유에 대한 언급을 보면, 그 당시로 보면 굉장히 파격적인 내용이 아닐 수 없다. 그래서, 성경을 믿는 사람들은 해당 내용이 이미 기록되어 있었고, 키루스 실린더에 그 내용이 증명된 것이라 주장하며, 성경이 사실이라는 입장을 증명하는데 키루스(성경명 고레스) 실린더를 주로 언급한다.

## 팔 라비 이란 정부의 견해

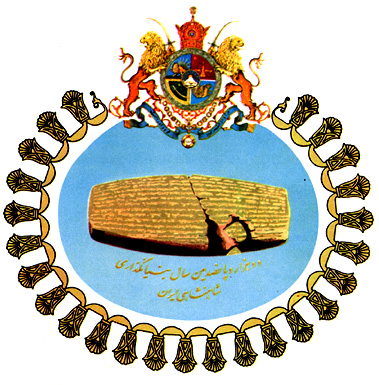
키루스 실린더는 팔라비 이란 제국 시대 제국의 공식 엠블럼으로 사용된다.

키루스 실린더는 이란 혁명 이전 정부 (Shah Mohammed Reza Pahlavi)가 1967년에 발표 한 '이란의 백색 혁명 (The White Revolution of Iran)'에서 최초의 '인권 선언'이라고 불렸다. Shah는 키루스를 정부 이데올로기에서 핵심 인물로 규명하고 그의 정부를 아케메네스 왕조와 관련시켰다. 그는 "우리 제국의 역사는 인류 역사상 가장 인간적인 원칙, 정의와 자유의 옹호가 가장 주목할만한 문서 중 하나로 간주되어야하는 키루스의 유명한 인권 선언으로 시작되었다"고 썼다. Shah는 키루스를 "사람들에게 인권과 정의와 자유"를 주기 위하여 실천한 역사상 첫번째 통치자로 설명한다. 1968년 Shah는 '키루스 실린더'가 현대 인권 선언의 선구자라고 말하면서 테헤란에서 처음으로 유엔 인권 회의를 열었다.
1971년 새해 연설에서 Shah는 페르시아 군주국 2,500년을 축하하기 위해 거행된 행사에서 1971년을 키루스의 해(Cyrus the Great Year)라고 선언했다. 키루스 선언은 이란이 세계 문명에 기여한 공헌이 인정될만한 현대 이란의 자랑거리 역할을 한 것이다. 기념의 주요 주제는 이란의 Shah와 페르시아 과거의 유명한 왕, 특히 키루스와 관련이 있는 이란의 정치 체제 시스템이었다. Shah는 아케메네스 제국시기를 "과거의 제국이 희망하는 사회의 모델이자 슬로건으로 가장 잘 완성된 모델"으로 보았다. 기념을 위한 상징으로 키루스 실린더가 채택되었으며, 이란의 잡지와 저널은 고대 페르시아 역사에 관한 수 많은 기사를 실었다. 대영 박물관은 축제 기간 동안 원래의 키루스 실린더를 이란 정부에 대여해 주었다. 그것은 테헤란에 있는 샤 히드 기념탑 (현재 보르제 아자디)에 전시되었다. 2,500년의 축하 행사는 1971년 10월 12일에 시작되어 파사르가다에에 있는 키루스의 무덤에서 화려한 퍼레이드로 진행되었고, 1 주일 후 최고점에 달했다. 10월 14일, Shah의 여동생, Ashraf Pahlavi 공주는 U Thant 유엔 사무 총장에게 키루스 실린더의 복제품을 선물했다. 공주는 "키루스의 유산은 인간 이해, 관용, 용기, 연민, 그리고 무엇보다 인간의 자유"라고 주장했다. 유엔 총회는 유엔 총회가 "무력 충돌에 관한 인권 존중의 문제"를 다루기 위한 노력과 함께 연결하는 선물로 실린더를 받아들였다. 그 후 복제품 키루스 실린더는 뉴욕시의 유엔 본부 2층 복도에 보관되었다. 유엔은 이 실린더를 "고대 인권 선언"으로 계속 홍보하고있다.

## 이슬람 공화국에 전시된 키루스 실린더
2010년 9월 전직 이란 대통령 마흐무드 아흐마디네자드 (Mormoud Ahmadinejad)는 공식적으로 이란 국립 박물관에서 키루스 실린더 전시회를 열었다. Pahlavi 시대 이후에, 실린더를 이란으로 가져온 것은 두 번째였다. 또한 이란 국내에서 가장 오래 진행되는 전시였다. Ahmadinejad는 키루스 실린더를 인간 가치의 화신이자 모든 인류를 위한 문화 유산으로 간주하고 이를 "첫번째 인권 헌장"이라고 부른다. 영국은 이 키루스 실린더를 이란 국립 박물관에 4 개월 동안 대여해 주었다.
실린더는 모든 사람이 생각과 선택의 자유를 누릴 권리가 있으며 모든 개인은 서로 존중해야 한다고 기록하고 있다. 역사 헌장은 또한 억압과 싸우고, 억압받는 사람들을 보호하고, 인간의 존엄성을 존중하고, 인권을 인정할 필요성을 강조한다. 키루스 실린더는 이란 국민이 항상 역사를 통해 공의와 헌신과 인간 가치의 깃발을 든다는 사실에 대한 증언이라고 이슬람은 이야기 한다.

## 학자들의 의견
"인권 헌장"으로서의 실린더의 해석은 일부 역사가들에 의해 다소 다른 의견이 있다고 기술되어왔다. 어떤 사람들은 인권 헌장이 아니라고 주장하였고, 팔레비 정권이 고안한 정치 선전으로 이야기 한다. 독일 역사 학자 Josef Wiesehöfer는 키루스를 인권 부문 선구자로 묘사 한 것은 이란의 이미지메이킹 전략이라고 언급했다. D. Fairchild Ruggles와 Helaine Silverman은 Shah의 목적이 이란 국가와 그의 정권을 정당화하고 고대 페르시아의 과거에 뿌리를 둔 정권임을 강조하여 이슬람 근본주의의 영향력 증가를 시도하는 것이라고 설명한다. Shah의 기념식 직후에 영국 박물관 (British Museum)의 C.B.F. 워커는 "키루스 실린더의 본질적인 성격은 인권이나 종교적 관용에 대한 일반적인 선언이 아니라 바빌로니아와 아시리아의 전통에서 키루스가 바빌론 도시를 복원하고 마르두크 종교인들의 신앙을 보전하는 것" 이라고 기술하고 있다.
일부 역사가들과 인권 작가들은 키루스 실린더를 인권 헌장으로 해석하는 것을 지지한다. 미국의 철학자 인 WJ 탈보트 (WJ Talbott)는 인권 개념은 20세기 개념이라고 믿지만 키루스를 "아마도 가장 초기의 종교적 관용 옹호자"로 묘사하고 있으며, 이란의 변호사 히라드 압 타히 (Hirad Abtahi)는 실린더가 단순히 "왕의 통치를 합리화하는 도구"로 보는 것은 정당하지 못하다 고 주장한다. 키루스는 재임 중에 실린더를 발표하고 그 문서에 권위를 부여했다. 인기있는 야당이 있었던 것도 아니고, 가시적인 외부 위협이 있는 것도 아니며, 아무도 그에게 그런 것을 작성하도록 강요하지 않았을 것이다. 전 이란 총리 하산 피르니아 (Hassan Pirnia)는 20세기 초에 글을 쓰면서 실린더가 "시대의 독창적인 방식으로 인권에 대해 토론하고 당시 이란의 통치하에 있던 나라들의 모든 사람의 명예와 명성, 종교적 신념을 보호하는 방법을 다루고 있다" 라고 말했다.